# Wim van der Kroft
Willem Frederik van der Kroft –conocido como Wim van der Kroft– (Haarlem, 16 de agosto de 1916-Den Helder, 21 de marzo de 2001) fue un deportista neerlandés que compitió en piragüismo en la modalidad de aguas tranquilas.
Participó en tres Juegos Olímpicos de Verano entre los años 1936 y 1952, obteniendo una medalla de bronce en la edición de Berlín 1936 en la prueba de K2 1000 m.

## Palmarés internacional
| Juegos Olímpicos | Juegos Olímpicos   | Juegos Olímpicos  | Juegos Olímpicos |
| Año              | Lugar              | Medalla           | Evento           |
| ---------------- | ------------------ | ----------------- | ---------------- |
| 1936             | Berlín ( Alemania) | Medalla de bronce | K2 1000 m        |